# Citizen

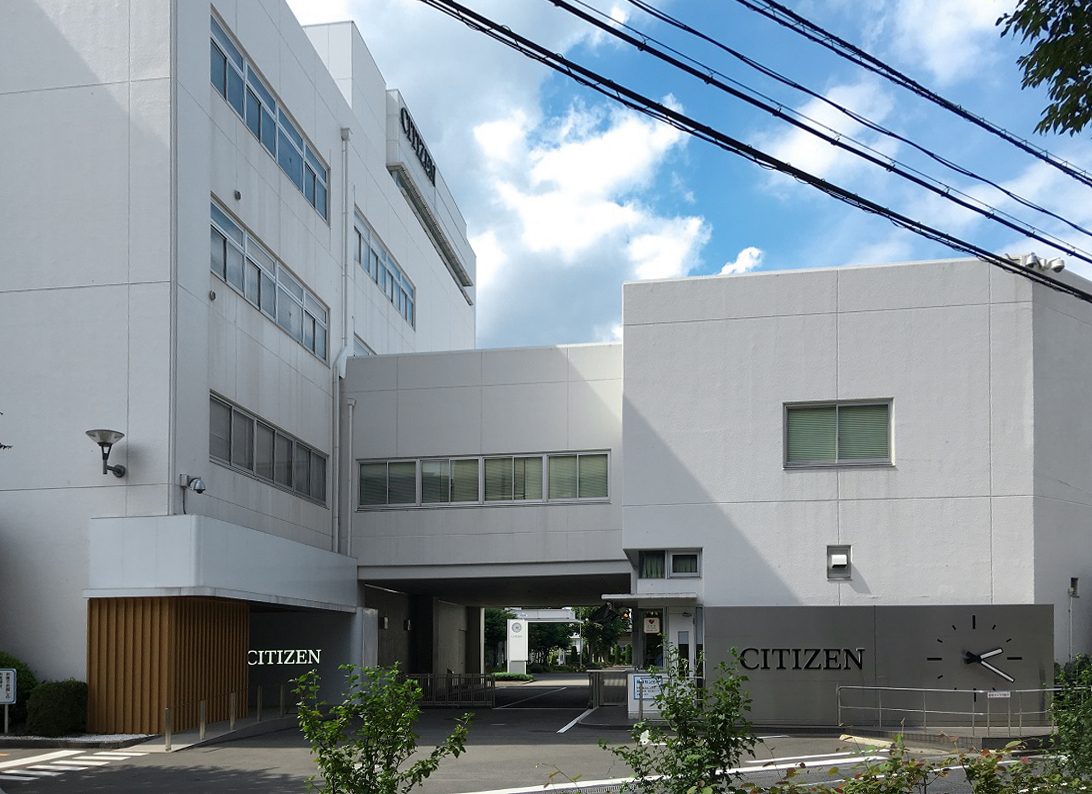
Siedziba firmy Citizen w Tokio

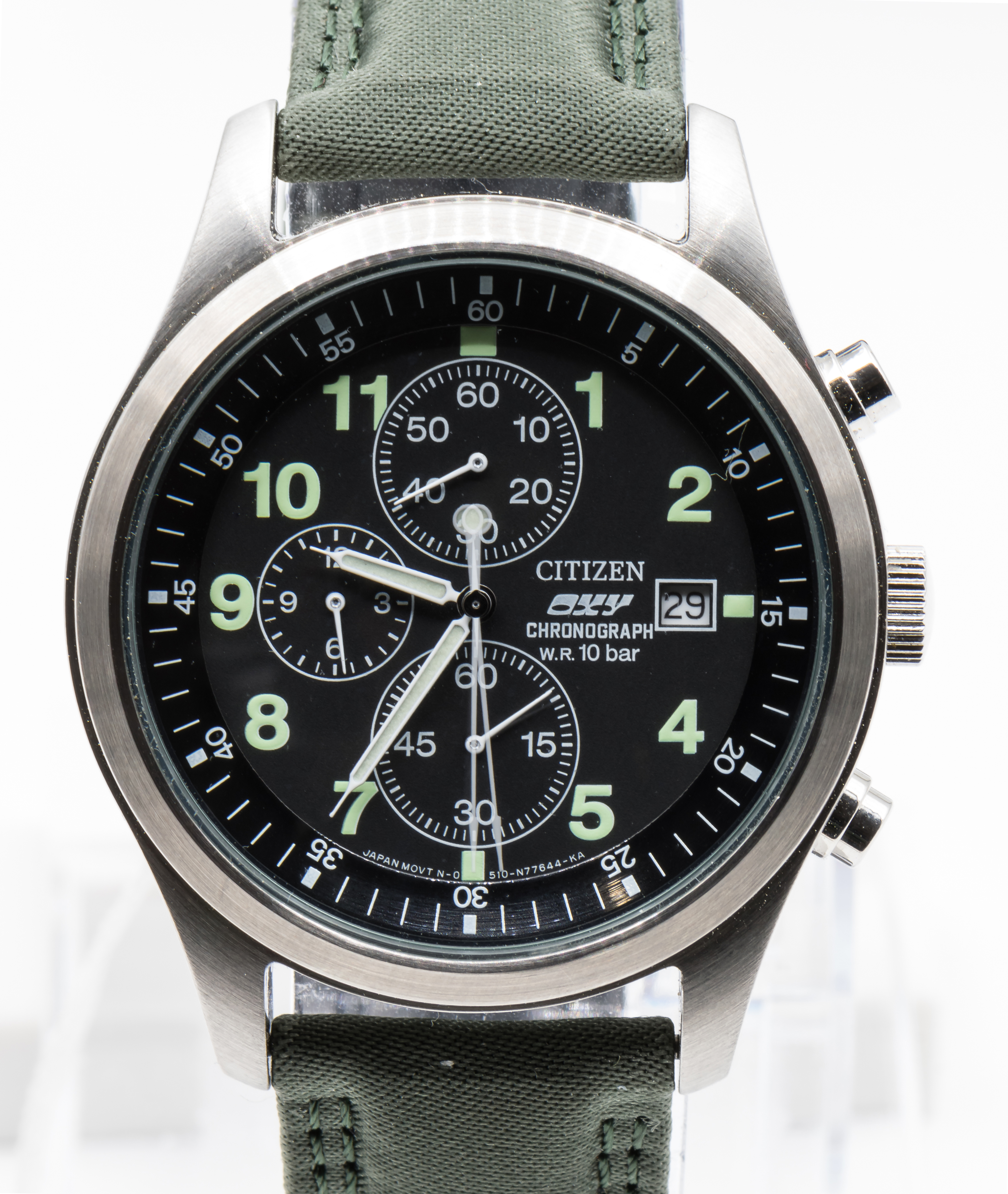
Zegarek Citizen CTZ-9104

Citizen Watch Co., Ltd. (jap. シチズン時計株式会社, Shichizun Tokei Kabushiki-gaisha) – japońskie przedsiębiorstwo międzynarodowe z siedzibą w Nishitōkyō w aglomeracji Tokio.
Jego początki sięgają 1918 r., kiedy to powstał Instytut Shokosha prowadzący badania nad precyzyjnymi instrumentami i przyrządami pomiarowymi, a przede wszystkim zaś czasomierzami.
Obecnie firma należy do największych światowych producentów zegarków, a pochodząca z języka angielskiego nazwa Citizen, co znaczy obywatel, wywodzi się od nazwy kieszonkowego zegarka z 1924 r. Do najbardziej znanych produktów firmy należy precyzyjna tokarka CINCOM.
W Stanach Zjednoczonych Citizen najbardziej znany jest z naręcznych zegarków serii Eco-Drive, zasilanymi za pomocą słonecznych ogniw.
Ponadto specjalnością firmy są zegarki kolekcjonerskie, jak na przykład te w barwach i z logo Blue Angels – zespołu akrobatycznego Marynarki USA.
W mniejszym zakresie Citizen wytwarza również kalkulatory oraz drukarki.
Przedsiębiorstwo jest notowane na Tokijskiej Giełdzie Papierów Wartościowych, gdzie należy do indeksu Nikkei 225.

## Historia
Początki firmy Citizen sięgają 1918 roku, kiedy z inicjatywy tokijskiego jubilera Kamekichi Yamazaki powstała Shokosha Watch Research Institute” (尚工舎時計研究所) prowadzący badania nad precyzyjnymi instrumentami i przyrządami pomiarowymi, a przede wszystkim czasomierzami.
W 1924 roku fabryka zaprezentowała pierwszy zegarek kieszonkowy o nazwie „Citizen”, który stał się początkiem marki Citizen. Nazwa ta (citizen, ang. ‘obywatel’) miała znaczenie symboliczne i zasugerowana została przez ówczesnego burmistrza Tokio Shinpei Gotō, prywatnie bliskiego przyjaciela Yamazakiego. Zegarki Citizen miały „być blisko obywateli”. Ideą firmy była produkcja zegarków wysokiej jakości, ale w cenie przystępnej dla każdego obywatela cesarstwa.
W 1930 instytut przeobrażono w Citizen Watch Co., Ltd, a już w czerwcu 1931 roku, firma opracowała pierwszy zegarek na rękę.
Końcówka lat 40. i lata 50. XX wieku były okresem intensywnego rozwoju firmy. W tym czasie Citizen zaprezentował wiele innowacyjnych zegarków m.in. pierwszy japoński zegarek z kalendarzem Citizen Calendar (1952), wstrząsoodporny Citizen Parashock (1956), zegarek z funkcją alarmu Citizen Alarm (1958) czy wodoodporny Citizen Parawater (1959).
W 1964 roku uruchomiono laboratorium techniczne w Tokorozawa, w którym rozpoczęto prace nad zegarkami elektronicznymi. W 1966 roku firma zaprezentowała pierwszy model zegarka elektronicznego – Citizen X8.
W latach 70. XX wieku firma udoskonala technologią kwarcową. W 1974 w sprzedaży pojawił się pierwszy elektroniczny męski zegarek Quartz Liquid Crystal, a rok później Citizen Mega Quartz – najdokładniejszy wówczas zegarek na świecie, który wyznaczał czas z precyzją do 3 sekund rocznie.
Citizen pracował również nad alternatywnymi źródłami zasilania. W 1976 roku zaprezentowano pierwszy zegarek zasilany energią słoneczną – Citizen Quartz Crystron Solar Cell. Efektem rozwoju prac w tym kierunku była technologia ECO Drive, która polega na przekształcaniu energii świetlnej w elektryczną. Obecnie to najpopularniejsza technologia służąca do napędu mechanizmów w zegarkach Citizen.
W 1989 roku Citizen uruchomił nową linię wielofunkcyjnych zegarków dla profesjonalistów i wyczynowego uprawiania sportu Promaster, w której znalazły się m.in. modele outdoorowe, lotnicze i nurkowe.
W 1993 roku japońska marka zaprezentowała pierwszy na świecie wielozakresowy zegarek sterowany radiowo – Citizen Radio-Controlled. Zegarek synchronizował czas i datę z zegarem atomowym za pomocą sygnału radiowego.
W 2011 na targach w Bazylei miała miejsce premiera zegarka Citizen Eco-Drive Satellite Wave, w którym synchronizacja czasu odbywała się za pomocą GPS. Zegarek przechwytuje sygnały daty i godziny, które satelita emituje z kosmosu, 20 000 kilometrów nad ziemią i dokonuje automatycznej korekty wskazań.

## Innowacje Citizen
- Citizen Calendar (1952): pierwszy japoński zegarek z kalendarzem;
- Citizen Parashock (1956): pierwszy japoński zegarek odporny na wstrząsy;
- Citizen Alarm (1958): pierwszy w Japonii zegarek naręczny z funkcją alarmu;
- Citizen Parawater (1959): wodoodporny zegarek na rękę;
- Citizen X-8 (1966): pierwszy japoński elektroniczny zegarek na rękę;
- Citizen Mega Quartz (1975): najdokładniejszy zegarek naręczny na świecie;
- Citizen Quartz 790 (1978): ultrasmukły analogowy zegarek kwarcowy z mechanizmem o grubości poniżej 1 mm;
- Citizen Quartz 1500 (1980): najmniejszy na świecie damski kwarcowy zegarek analogowy;
- Citizen Professional Diver 1300M (1982): pierwszy na świecie zegarek wytrzymujący ciśnienie na głębokości 1300 metrów;
- Citizen Aqualand Depth Meter (1985): pierwszy kwarcowy zegarek dla nurków z elektronicznym głębokościomierzem;
- Citizen Voicemaster VX-2 (1987): pierwszy na świecie model z funkcją rozpoznawania głosu;
- Citizen PROMASTER Altichron (1989): pierwszy na świecie profesjonalny zegarek z czujnikiem wysokości;
- Citizen PROMASTER Aqualand (1992): pierwszy na świecie zegarek dla nurków z analogowym miernikiem głębokości;
- Citizen Radio-Controlled (1993): pierwszy na świecie wielostrefowy zegarek sterowany radiowo;
- Citizen Exceed Eco-Drive (1997): pierwszy zegarek solarny działający z dokładnością 10s rocznie;
- Citizen Eco-Drive Satellite Wave (2011): pierwszy na świecie zegarek synchronizowany na podstawie sygnału GPS;
- Citizen Eco-Drive Bluetooth (2012): pierwszy na świecie zegarek solarny z Bluetooth®, który można połączyć ze smartfonem;
- Citizen PROMASTER Professional Diver 1000m (2017): pierwszy na świecie solarny zegarek dla nurków o wodoszczelności 1000 m[1][5].

## Spółki zależne

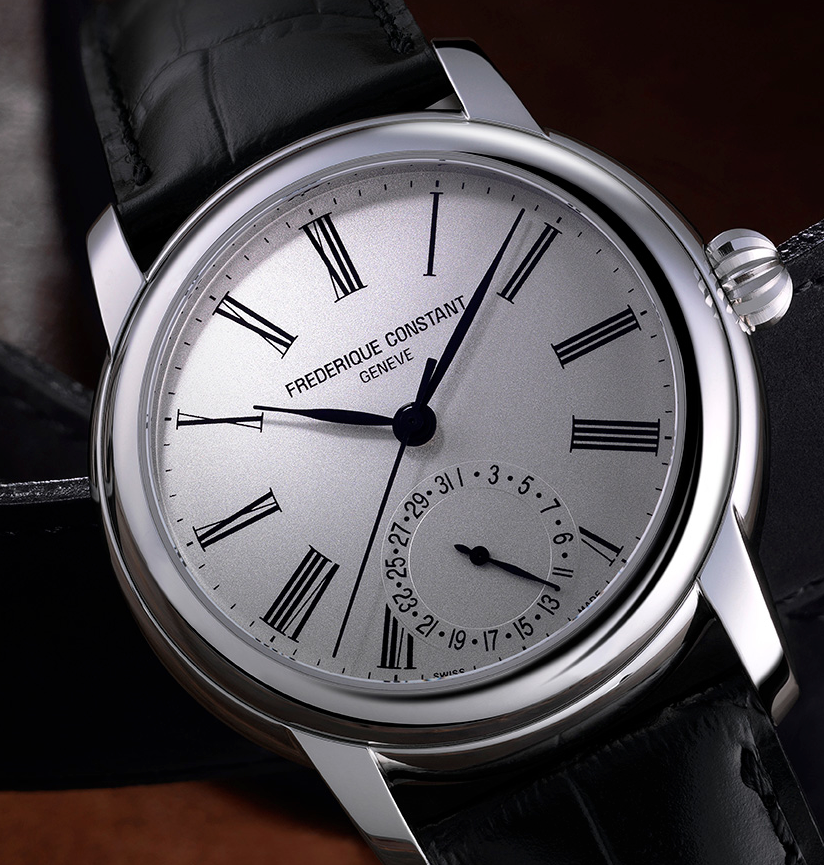
Frédérique Constant, szwajcarski producent zegarków i spółka zależna Citizen

- Japan CBM Corporation[6]. Zajmuje się dystrybucją kalkulatorów, drukarek, telewizorów ciekłokrystalicznych (LCD), odtwarzaczy płyt i zegarków. Firma posiada przedstawicielstwa w Stanach Zjednoczonych, Niemczech, Francji i Hongkongu. Japan CBM jest spółką zależną Citizen Watch Co., Ltd.[7]
- Citizen America Corporation, amerykańska firma handlowa (obecnie CITIZEN SYSTEMS AMERICA CORP.)
- Citizen Europe Ltd., europejska firma handlowa (obecnie CITIZEN SYSTEMS EUROPE GmbH)
- Citizen Systems Japan Co., Ltd.
- Citizen Miyota Co., Ltd.
- Citizen Fine Tech Co., Ltd.
- Citizen Seimitsu Co., Ltd.
- Frédérique Constant[8]
- Bulova[9]